# S Coronae Borealis
Désignations

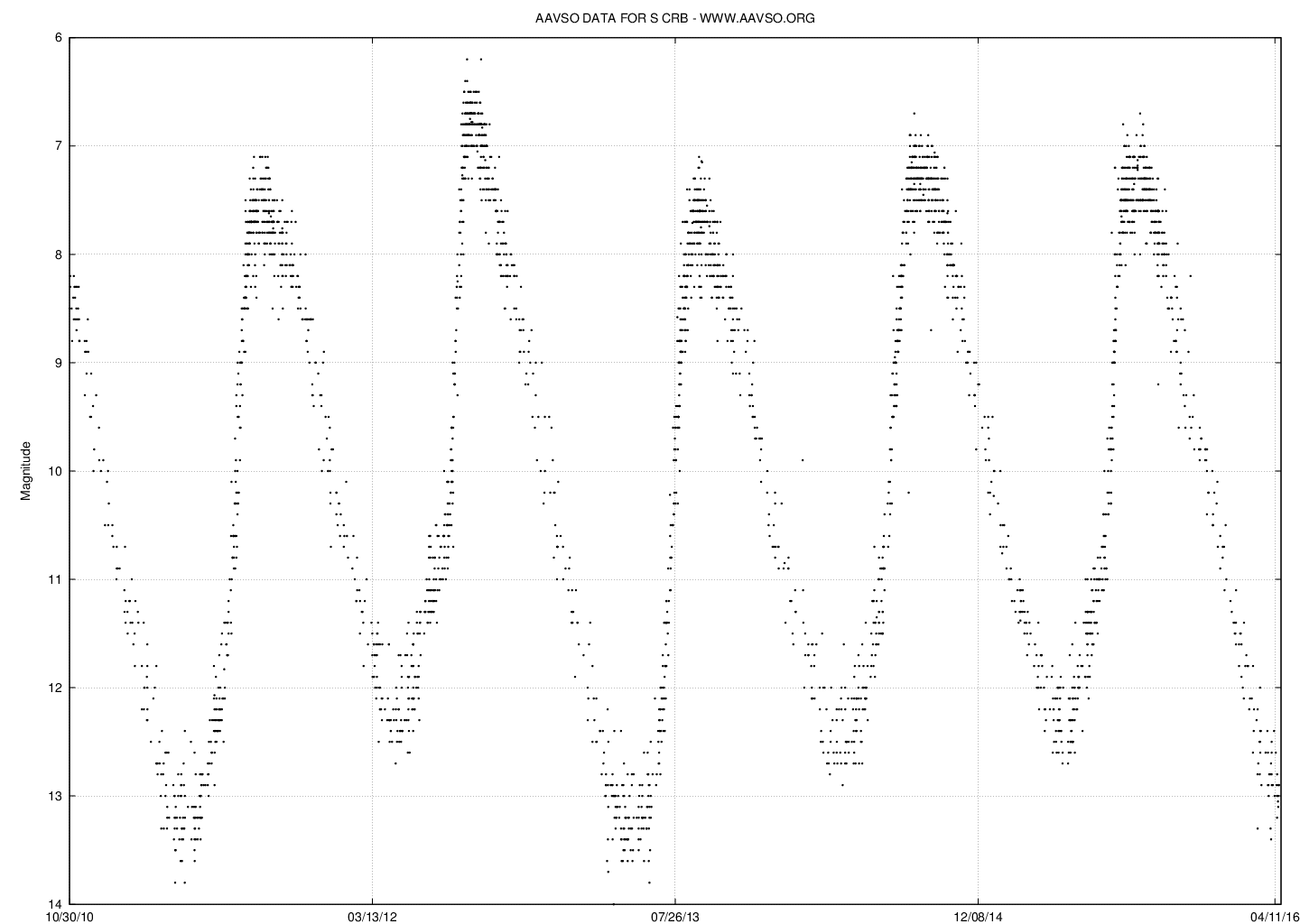
Courbe de lumière de S Coronae Borealis sur six ans.

S Coronae Borealis (S CrB) est une étoile variable de type Mira de la constellation de la Couronne boréale. Sa magnitude apparente varies entre 5,8 et 14,1 sur une période de 360 jours—juste en dessous d'un an. Au sein de la constellation, elle se situe à l'ouest de Theta Coronae Borealis et à environ 1 degré au sud-est de l'étoile binaire à éclipses U Coronae Borealis.

## Variabilité
La variabilité de S Coronae Borealis a été découverte par l'astronome amateur allemand Karl Ludwig Hencke en 1860. Elle fut classée comme étoile variable à longue période lorsque d'autres objets similaires furent découverts, et ensuite comme variable de type Mira. La plage de variation maximale est entre les magnitudes 5,8 et 14,1 bien que luminosité des maxima et minima individuels puissent varier. La période de 360 jours est très répétable.

## Propriétés
S Coronae Borealis est une géante rouge froide sur la branche asymptotique des géantes (AGB). Elle pulse, ce qui fait varier son rayon et sa température. Un calcul a trouvé une variation de température entre 2350 K et 2600 K, alors qu'un calcul plus moderne donne une température de 2864 K. De même, un calcul du rayon variable donne 537 à 664 R☉ alors qu'un calcul moderne du rayon donne 308 R☉. La magnitude bolométrique varie beaucoup moins que la magnitude apparente visuelle et sa luminosité est estimée à 5 623 L☉. Sa parallaxe a été mesurée par interférométrie à très longue base (VLBI), donnant une valeur de 2,39 ± 0,17 millisecondes d'arc, ce qui conduit à une distance de 1300 ± 100 années-lumière.
Les masses des étoiles AGB sont mal connues et ne peuvent être calculées à partir de leurs propriétés physiques, mais elles peuvent être estimées à l'aide de l'astérosismologie. Les pulsations de S Coronae Borealis conduisent à une masse estimée à 1,34 fois celle du Soleil.